# スポンデ (衛星)
スポンデ（英語：Sponde、確定番号：Jupiter XXXVI）は木星の第36衛星である。
2001年12月9日に、スコット・S・シェパードが率いるハワイ大学の観測チームによって発見され、S/2001 J 5 という仮符号が与えられた。観測にはカナダ・フランス・ハワイ望遠鏡、ハワイ大学の望遠鏡が用いられ、2002年5月15日に他の10個の木星の衛星の発見とあわせて小惑星センターのサーキュラーで公表された。その後2003年8月8日に、ギリシア神話のゼウスの娘でありホーラーの一人であるスポンデーに因んで命名され、Jupiter XXXVI という確定番号が与えられた。
スポンデの見かけの等級は23.0であり、アルベドを0.04と仮定した場合、スポンデの直径はおよそ 2 km と推定される。また、密度を 2.6 g/cm3 と仮定した場合、質量はおよそ 1.5 ×1013 kg と推定される。スポンデは、木星から2300万〜2400万km前後の距離を逆行軌道で公転し、軌道傾斜角が 145°〜158° 程度の不規則衛星のグループであるパシファエ群に属している。